# Distretto di Ras El Ma
Il distretto di Ras El Ma è un distretto della provincia di Sidi Bel Abbes, in Algeria.

## Comuni
Il distretto di Ras El Ma comprende 3 comuni:
- Ras El Ma
- Oued Sebaa
- Redjem Demouche